# 아돌프 옥스
아돌프 사이먼 옥스(Adolph Simon Ochs, 1858년 3월 12일 ~ 1935년 4월 8일)는 미국의 신문 발행인이자 뉴욕 타임스와 채터누가 타임스의 전 소유자이다.

## 어린 시절과 경력
오하이오주 신시내티에서 유대인 가족에게 태어났다. 그의 부모 줄리어스 옥스와 버타 레비는 둘다 독일에서 온 이민자들이었다. 그의 부친은 1846년 미국으로 가는 데 바이에른을 떠났다. 줄리어스는 높이 교육을 받았고, 남북 전쟁이 일어난 동안 북군을 성원하였어도 남부를 통하여 자신이 학교에서 가르친 6개국어에 능통하였다. 라인프로이센에서 혁명으로부터 난민으로서 1848년 미국에 온 옥스의 모친은 1853년 줄리어스와 결혼 전에 남부에서 살았고, 그들의 다른 동점심이 그들의 가정을 갈라놓지 않았어도 남부에 동정하였다.
전쟁이 끝난 후, 가족은 테네시주 녹스빌로 이주하였다. 녹스빌에서 아돌프는 공립 학교에서 공부하였고, 자신의 여가 시간 동안 신문을 배달하였다. 11세의 나이에 그는 지도 교사가 된 편집자 윌리엄 룰에게 사환으로서 녹스빌 크로니클에서 일하러 갔다. 1871년 그는 로드아일랜드주 프로비던스에서 식품점의 점원이었으며 그 동안 야간 학교에 다녔다. 그러고나서 녹스빌로 돌아온 그는 얼마 동안 약사의 견습생이었다. 1872년 그는 신문의 작성실에서 다양한 세목들을 권고한 "프린터의 악마"로서 녹스빌 크로니클로 돌아왔다.
녹스빌의 작은 유대인 공동체를 위한 종교적 지도자였던 자신들의 부친의 수입을 보충하는 데 그의 형제자매들도 또한 신문에 일하였다. 녹스빌 크로니클은 도시에서 단 하나의 공화당, 친재건의 신문이었으나 옥스는 자신의 고객들 중에 맹방의 시인이자 성직자 라이언 신부가 포함되었다.

## 채터누가 타임스와 뉴욕 타임스

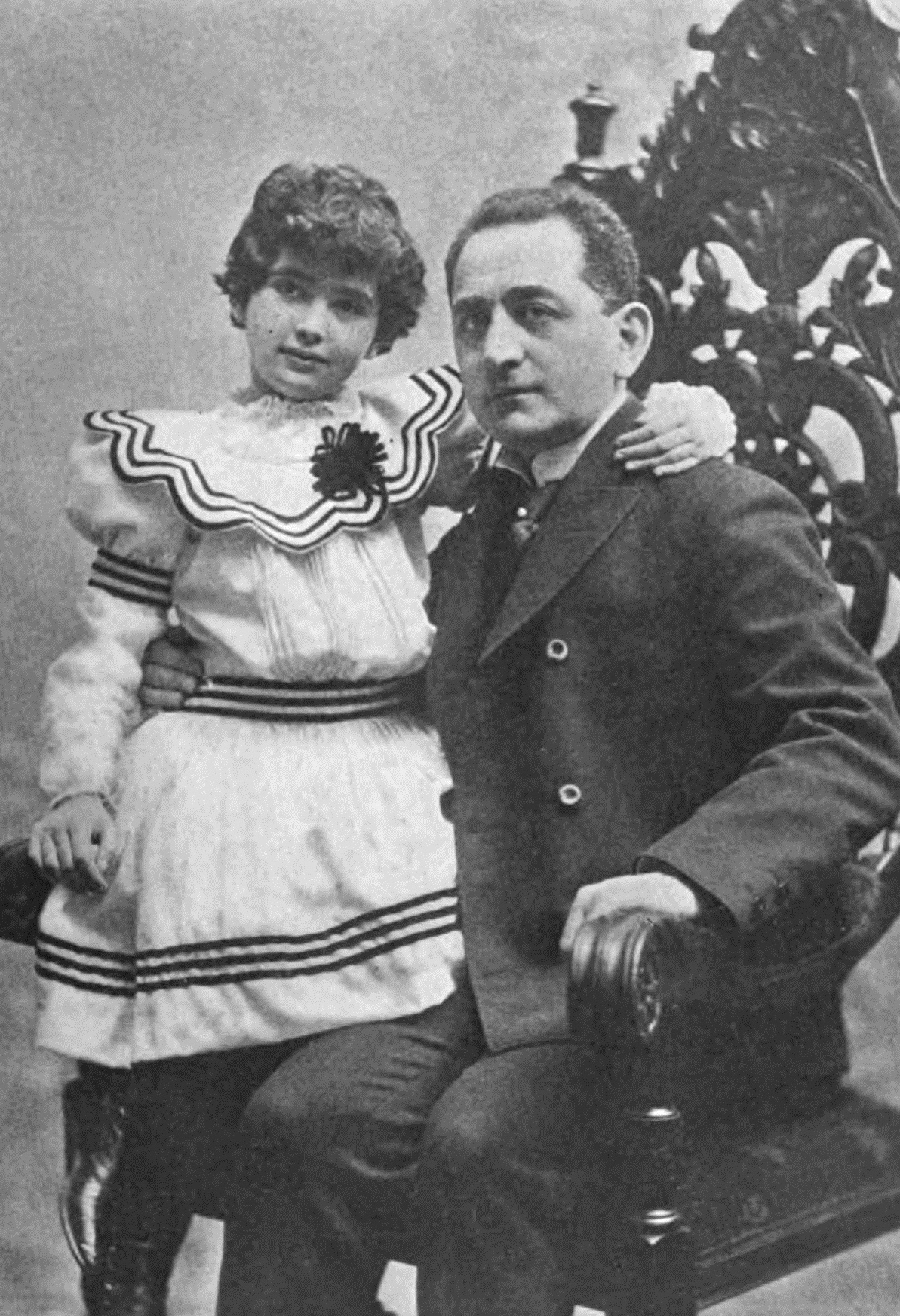
자신의 딸 이퍼진과 함께 (1902년 경)

19세의 나이에 옥스는 채터누가 타임스에서 지배적 이권을 매입하는 데 자신의 가족으로부터 2백 5십 달러를 꾸어 그 발행인이 되었다. 이어진 해에 그는 "더 트레이즈맨"으로 불린 상업적 신문을 창설하였다. 그는 서던 어소이에이티드 프레스의 창립자들 중의 하나였고 그 회장을 지냈다. 1896년 38세의 나이로 그는 뉴욕에서 신문의 재정적 손실과 광범위한 경쟁사의 이유로 거대하게 줄여진 가격에서 신문이 매입될 수 있다는 것을 뉴욕 타임스의 기자 헨리 앨로웨이에 의하여 조언을 받았다. 7만 5천 달러를 위하여 뉴욕 타임스를 매입하는 데 돈을 빌린 후에 그는 뉴욕 타임스 컴퍼니를 형성하였고 신문을 강한 재정적 재단에 놓아 다수 주주가 되었다. 1904년 그는 자신의 주필로서 카어 밴 앤다를 기용하였다. 신문들이 공개적이자 당파적이었던 시간에 목적격의 저널리즘에 그들의 전념과 때에 알맞은 가격 인하 (문제당 3 센트에서 1 센트로)는 망각 근처로부터 그 구출로 이끌었다. 신문의 독자수는 1920년대에 의하여 그의 매입 당시 9,000명에서 780,000명으로 증가하였다. 그는 또한 뉴욕 타임스의 잘 알려진 발행인란 표어 "All the News That's Fit to Print" (지면에 맞는 모든 소식)를 추가하였다.
1904년 옥스는 당시 타임스 스퀘어로 이름을 새로 지은 뉴욕의 맨해튼에서 롱게이커 스퀘어에 새롭게 지은 건물로 뉴욕 타임스로 옮겼다. 1904년 신년전야에 그는 거리 수준으로부터 불꽃 쇼와 함께 원 타임스 스퀘어에 불꽃 놀이가 자신의 새 건물을 밝히도록 하였다.
1921년 8월 18일 재결성 25 주년에 뉴욕 타임스의 직원은 1,885명이나 되었다. 그 일은 독립적인 민주당의 발행물로 분류되었고, 윌리엄 제닝스 브라이언의 대통령 선거 운동에서 그를 견실히 반대하였다. 소식의 제출, 편집 조정과 충분한 해외 서비스에서 그 공평에 의하여 신문은 미국의 저널리즘에서 높은 자리를 확보하여 미국을 통하여 널리 읽히고 영향력을 가졌다.
1896년과 시작하여 거기에는 결국적으로 "뉴욕 타임스 북 리뷰 앤드 매거진"으로 불린 매주 발행된 보충제가 있었다. 차차 다른 보조 간행물들이 추가되었다. - 매주 월요일에 나오는 재정적 평론 잡지 "더 애널리스트" (The Annalist), 매주 목요일에 "더 타임스 미드위크 픽토리얼" (The Time Mid-Week Pictorial), 제1차 세계 대전 동안 시작된 매달마다 나오는 "커렌트 히스토리 매거진" (Current History Magazine). 뉴욕 타임스 인덱스는 1913년에 시작되었고 분기별로 발행되었으며 런던의 타임스에 비슷한 인덱스와 만 비교하였다.
1901년 옥스는 그가 사이러스 H. K. 커티스에게 팔 때 1902년부터 1912년까지 자신이 단독 소유자였던 필라델피아의 "퍼블릭 레저" (Public Ledger)로 후에 합병한 필라델피아 타임스의 소유주와 편집자가 되었다.

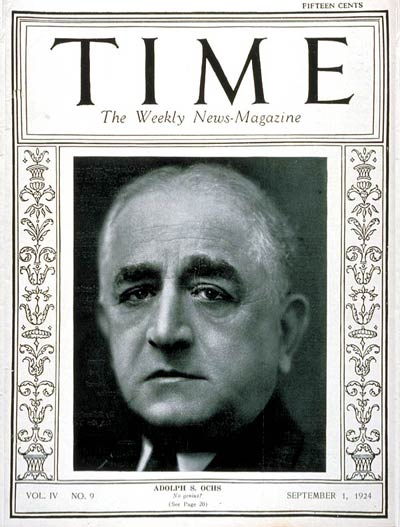
옥스의 모습이 뜬 타임 표지 (1924년 9월 1일)

## 가족과 종교적 활동들
1884년 옥스는 미국에서 개혁 유대교의 지도적인 대표자이자 히브루 유니언 칼리지의 창립자인 신시내티의 랍비 아이잭 메이어 와이즈의 딸 에피 와이즈에게 결혼하였다.
1928년 옥스는 자신의 부모 줄리어스와 버타의 기억에 채터누가에서 미즈파 시나고그를 세웠다. 조지 왕조의 식민지 시절 건물은 1979년 테네시주 역사 보존 장소로서 선정되었다.
옥스는 반유대주의에 대하여 십자군에 종사하였다. 반명예훼손연맹의 초기 세월에 활동적이었던 그는 임원진을 지냈고, 미국의 언론계에서 유대인들의 정당화되지 않은 풍자화와 타락을 막는 데 전국적으로 다른 신문들을 확신시키는 데 뉴욕 타임스의 발행인으로서 자신의 영향력을 이용하였다.

## 사망과 유산
오티스는 1935년 4월 8일 채터누가를 방문 중에 사망하였다. 그는 뉴욕주 웨스트체스터군 헤이스팅스온허드슨에 있는 템플 이스라엘 묘지에 안장되었다.
그의 딸 이퍼진 버타 옥스는 아돌프가 사망한 후 뉴욕 타임스의 발행인이 된 아서 헤이스 슐즈버거에게 결혼하였다. 그녀의 처자 오빌 드라이푸스는 그녀의 아들 아서 옥스 슐즈버거에 이어 1961년 ~ 63년에 뉴욕 타임스의 발행인이었다. 그녀의 딸 로스 홈버그는 채터누가 타임스의 발행인이 되었다. 루스 홈버그의 아들은 〈게이샤의 추억〉의 저자 아서 골든이다. 옥스의 증손자 아서 옥스 슐즈버거 주니어는 1992년부터 2017년까지 뉴욕 타임스의 발행인이었다.
그의 조카들 중의 하나인 줄리어스 옥스 애들러는 40년 이상 동안 뉴욕 타임스에서 일하요 옥스가 사망한 후 1935년 총지배인이 되었다. 1961년 또다른 조카, 그의 동생 조지 워싱턴 옥스 오크스의 아들 존 버트램 오크스는 자신이 1976년까지 편집한 뉴욕 타임스의 편집 페이지의 사설 페이지 편집자가 되었다. 1982년 옥스는 주니어 업적 미국 비지니스 명예의 전당으로 헌액되었다. 또다른 조카 아돌프 셸비 옥스는 채터누가 타임스의 출납계원과 국장이었다. 그는 와초비아 은행의 창립자 제임스 알렉산더 그레이의 조가딸이자 R. J. 레이놀즈의 전 회장이자 의장 바우먼 그레이 시니어의 사촌, 댄 리버 인크의 창립자 T. B. 피츠제럴드의 손녀인 버지니아주 댄빌의 시어도시아 피츠제럴드 그레이에게 결혼하였다.